# SGFLD-Syndrom
Das SGFLD-Syndrom, Akronym für SplenoGonadale Fusion, Limb (Gliedmaßen)-Defekte und Mikrognathie, ist eine sehr seltene angeborene Erkrankung mit den namensgebenden Hauptmerkmalen.
Die Abgrenzung als eigenständiges Syndrom erfolgte im Jahre 1956 durch die US-amerikanischen Pathologen W. G. Putschar und W. C. Manion.

## Verbreitung
Die Häufigkeit wird mit unter 1 zu 1.000.000 angegeben.

## Klinische Erscheinungen
Zusätzlich zum Bild der splenogonadalen Fusion können Extremitätenfehlbildungen wie Amelie, Hemimelien sowie Gesichtsdysmorphien mit Gaumenspalte, Mikroglossie und  Hypoplasie des Unterkiefers auftreten.
Hinzu können Kryptorchismus, Analatresie, Lungenhypoplasie und Herzfehler kommen.